# Caudacaecilia asplenia
Caudacaecilia asplenia är en groddjursart som först beskrevs av Taylor 1965.  Caudacaecilia asplenia ingår i släktet Caudacaecilia och familjen Ichthyophiidae. IUCN kategoriserar arten globalt som otillräckligt studerad. Inga underarter finns listade i Catalogue of Life.